# José Vicente Saz Pérez
José  Vicente Saz Pérez (Madrid, 5 de agosto de 1959) es un microbiólogo español. Catedrático de Microbiología de la Facultad de Medicina y Ciencias de la Salud de la Universidad de Alcalá. Rector de la Universidad de Alcalá desde 2018.
Su actividad científica se ha centrado en el campo de las zoonosis, de forma particular en las enfermedades víricas emergentes transmitidas por roedores y artrópodos, y también en el diagnóstico de la brucelosis y de la tuberculosis. Decano de la Facultad de Medicina de la UAH desde 2004 a 2010. Ha desempeñado diferentes cargos como Vicerrector de la Universidad de Alcalá desde 2010 siendo Vicerrector de Personal Docente e Investigador. El 23 de marzo de 2018 tomó posesión como rector de la Universidad de Alcalá.

## Biografía

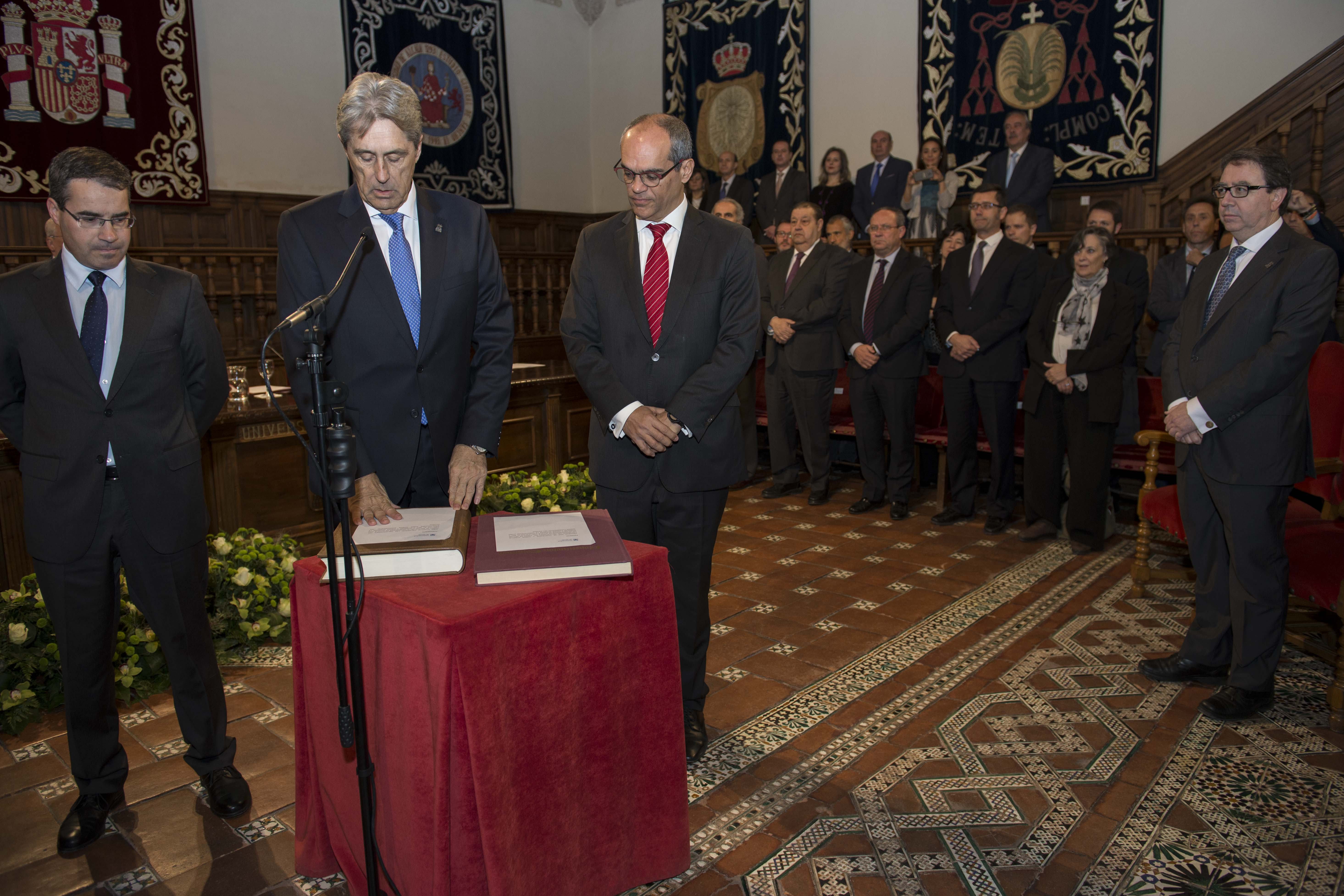
Toma de posesión como Rector de la Universidad de Alcalá en el Paraninfo, el 23 de marzo de 2018.

José Vicente Saz nació en Madrid, el 5 de agosto de 1959. Está casado y es padre de un hijo y una hija. Cursó sus estudios de licenciatura de medicina y cirugía en la Universidad de Alcalá, finalizándolos en 1982; y en 1985 se doctoró por la misma universidad, siendo Apto "Cum Laude". En 1983 accede como Médico Interno Residente de microbiología y parasitología en el Hospital La Paz de Madrid hasta 1985. Es docente, desde 1986, en el grado de medicina de la Facultad de Medicina y Ciencias de la Salud de la UAH y en el Centro Universitario de la Defensa. Desde 2009 trabaja como facultativo especialista de microbiología, con plaza vinculada a la Universidad, en el Hospital Universitario Príncipe de Asturias, donde ejerce, además, de jefe del servicio de microbiología y parasitología.

### Actividad docente
Ha desarrollado una amplia actividad docente. Ha sido profesor, tanto en la licenciatura como en el grado en medicina, de materias como microbiología y parasitología médicas, y medicina preventiva y salud pública. En estudios de posgrado ha dirigido el máster en Alta Dirección de Servicios de Salud y Gestión Empresarial (Consejería de Sanidad y Universidad de Alcalá, 2006-2010) y ha coordinado el Programa de Doctorado en Microbiología y Parasitología (1990-1992) y dirigido también el Programa de Doctorado en Ciencias de la Salud (2009-2010).

### Actividad investigadora
Como investigador es autor de más de 50 artículos en revistas científicas y capítulos de libros; todos ellos relacionados con el estudio, detección y tratamiento de las enfermedades infecciosas, y en particular con la zoonosis. Además, ha dirigido once tesis doctorales y es investigador responsable y miembro del equipo de investigación de distintos proyectos competitivos financiados por diversas entidades externas, dedicados principalmente al estudio de la zoonosis, la respuesta inmunológica humana y el diagnóstico microbiológico. Actualmente, está en posesión de tres tramos de investigación (sexenios) evaluados positivamente por la Comisión Nacional de Evaluación de la Actividad Investigadora (CNEAI). Desde 2010 hasta 2018 fue vicepresidente primero del Instituto Ramón y Cajal de Investigación Sanitaria (IRyCIS); desde 2011 hasta 2018 fue miembro de la Comisión de Investigación Universidad de Alcalá – SESCAM (Consejería de Sanidad de la Junta de Comunidades de Castilla-La Mancha) y desde 2013 hasta 2018 fue vocal del Consejo Rector del Instituto Mixto de Investigación Biosanitaria de la Defensa (IMIDEF).

### Gestión académica
Posee una larga experiencia en gestión académica dentro de la Universidad de Alcalá. Desde 1987 ha ocupado diferentes cargos universitarios: secretario académico y subdirector del Departamento de Microbiología (1987-1994), vicedecano de Ordenación Académica de la Facultad de Medicina (1996-2004), presidente de la Comisión Gestora de la licenciatura en Ciencias de la Actividad Física y el Deporte (2003-2010), decano de la Facultad de Medicina (2004-2010), director de la cátedra SEMERGEN en atención primaria, director de la Unidad de formación de Habilidades Clínicas y Evaluación de Competencias (2009-2011), vicerrector de Planificación Académica y Profesorado (2010-2014), vicerrector de Docencia y Estudiantes (2014-2015), vicerrector de Personal Docente e Investigador (2015-2018) y, desde el 23 de marzo de 2018, es rector de la Universidad de Alcalá.

## Reconocimiento
Ha recibido las siguientes distinciones:
- "Medalla de Plata de la Universidad de Alcalá".[6]
- 2020: "Gran Cruz del Mérito Militar con Distintivo Blanco".[7]
- 2021: "Cruz al Mérito Policial con Distintivo Blanco".[8]